# Fusinus thermariensis
Fusinus thermariensis is een slakkensoort uit de familie van de Fasciolariidae. De wetenschappelijke naam van de soort is voor het eerst geldig gepubliceerd in 2006 door Hadorn & Fraussen.